# Тромбоспондин
Тромбоспондины (англ. thrombospondin, TSP) - белки, ингибирующие ангиогенез, а также обладающие рядом других свойств. Семейство тромбоспондинов насчитывает пять членов и условно делится на две подгруппы: А, включающую TSP-1 и TSP-2, и B, в которую входят TSP-3, TSP-4, TSP-5. Белки группы A - гомотримеры, состоящие из трех идентичных субъединиц, белки группы B - гомопентамеры (пять субъединиц). 
TSP-1 и TSP-2 вырабатываются незрелыми астроцитами в процессе развития мозга и стимулируют развитие новых синапсов.

## Белки человека, содержащие тромбоспондиновый домен
ADAMTS1;   ADAMTS10;  ADAMTS12;  ADAMTS13;  ADAMTS14;  ADAMTS15;  ADAMTS16;  ADAMTS17;
ADAMTS18;  ADAMTS19;  ADAMTS2;   ADAMTS20;  ADAMTS3;   ADAMTS4;   ADAMTS5;   ADAMTS6;
ADAMTS7;   ADAMTS8;   ADAMTS9;   ADAMTSL1;  ADAMTSL2;  ADAMTSL3;  ADAMTSL4;  ADAMTSL5;
BAI1;      BAI2;      BAI3;      C6;        C7;        C8A;       C8B;       C9;
C9orf8;    C9orf94;   CFP;       CILP;      CILP2;     CTGF;      CYR61;     HMCN1;
LIBC;      NOV;       PAPLN;     RSPO1;     RSPO3;     SEMA5A;    SEMA5B;    SPON1;
SPON2;     SSPO;      THBS1;     THBS2;     THSD1;     THSD3;     THSD7A;    THSD7B;
UNC5A;     UNC5B;     UNC5C;     UNC5D;     WISP1;     WISP2;     WISP3.

## Внешние ссылки
- TSP (Тромбоспондин) - medbiol.ru